# Joseph Berres (Maler)

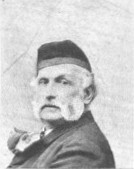
Joseph Berres, 1900

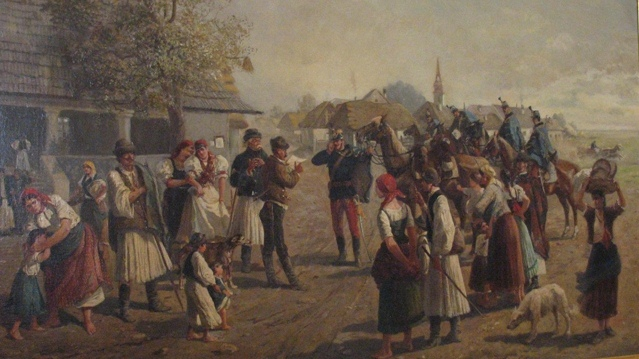
Husareneinquartierung in einem ungarischen Dorf, um 1890.

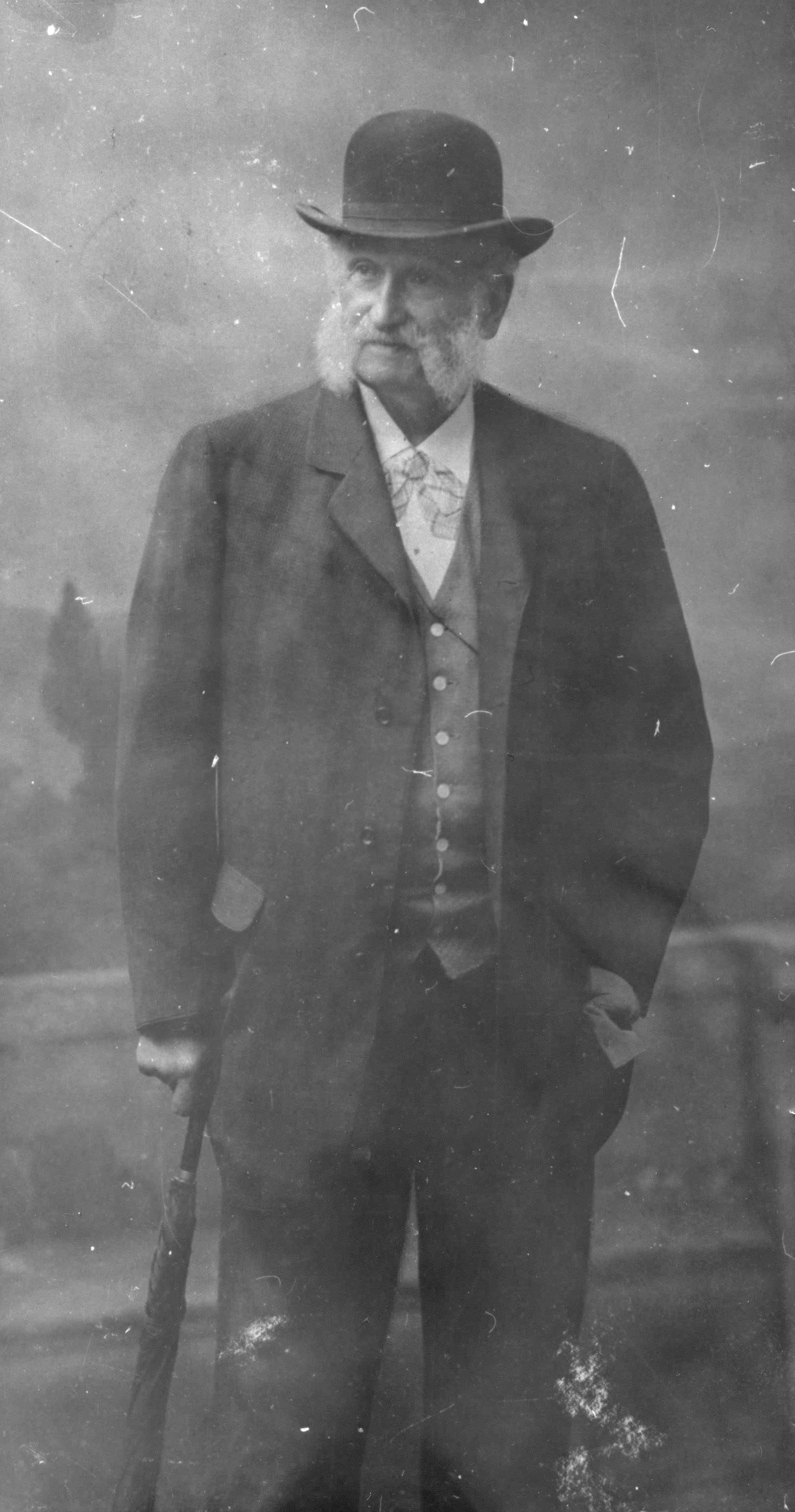
Josef Berres Edler von Perez

Joseph Berres Edler von Perez (* 30. Mai 1821 in Lemberg; † 22. Mai 1912 in Wien) war ein österreichischer Offizier sowie Genre-, Militär- und Tiermaler.

## Leben
Joseph Berres war Sohn des Mediziners Joseh Berres, er diente zunächst in der k.k.-Armee und machte den Feldzug von 1866 gegen Preußen als Regimentskommandant des Kürassierregiments Nr. 4 im Rang eines Obersten mit. Ab 1871 war er Mitglied (Nr. 120) der Heraldisch-Genealogische Gesellschaft „Adler“ in Wien.
Nach dem Krieg ging Berres im Rang eines Generalmajors in Pension und schrieb sich anschließend an der Akademie der bildenden Künste in München ein, um sich ganz der Malerei zu widmen. Er wurde dort Schüler des bekannten Genremalers Carl Theodor von Piloty. Berres wird eine hohe koloristische Begabung und eine hohe Produktion von Gemälden attestiert, vor allem waren dies militärische Episoden, aber auch Jagd-, Pferde- und Hundedarstellungen.

## Werke
- Husareneinquartierung in einem ungarischen Dorf, um 1890, Öl auf Leinwand, ca. 60 × 140 cm, Heeresgeschichtliches Museum, Wien
- Ungarischer Pferdemarkt, Österreichische Galerie Belvedere, Wien